# Accionisme vienès
El terme Accionisme vienès (Wiener Aktionismus) comprèn un curt i polèmic moviment artístic del segle xx. Es tracta d'un dels aportaments més inquietants i radicals de l'art austríac d'avantguarda, i pot entendre's com una de les conseqüències dels esforços que els artistes de la dècada de 1960 portaven a terme per portar l'art al terreny de l'acció (Fluxus, Body art, etc.). Entre els seus principals representants es troben Günter Brus, Abino Byrolle, Otto Mühl, Hermann Nitsch i Rudolf Schwarzkogler, que van desenvolupar la major part de les seves activitats accionistes des de 1960 a 1971.

Analitzant la bibliografia existent al voltant de l'obra dels accionistes d'aquells anys, sembla que la majoria d'ells no eren conscients de pertànyer a un grup identificat com a tal. Al voltant d'aquest assumpte, Malcom Green cita el següent comentari d'Hermann Nitsch:
| « | L'accionisme vienès mai no va existir com a grup. Simplement, un bon nombre d'artistes van reaccionar contra la situació en què l'art i ells pròpiament es trobaven, amb la casualitat que tot plegat va succeir en la mateixa època i va tenir similars significats i resultats. | » |

D'aquestes paraules es dedueix que, al contrari de molts dels moviments avantguardistes del segle xx, l'accionisme vienès mai no en va tenir una definició ni una guia referencial clara.

## Art, radicalitat i transgressió
Durant molts anys, els treballs dels accionistes van ser portats a terme de forma simultània i independent dels altres moviments artístics contemporanis de l'època, els quals, compartien un interès comú en el rebuig a l'art estàtic i tradicional. La pràctica d'alguna de les seves idees requerien la realització d'accions en entorns controlats, o davant d'extenses audiències.
Principalment, els accionistes vienesos són recordats pel grotesc i violent de molts dels seus treballs, on sovint es realitzaven sacrificis a animals, rituals orgiàstics o pràctiques sexuals aparentment sagnants, com ara simulacions de mutilacions genitals o violacions. Tot plegat desafiava les convencions ètiques i morals sobre les que es fonamenta a societat occidental, per la qual cosa molts d'aquests artistes van ser perseguits per la llei i per diverses associacions ecologistes i religioses. Així, al juny de 1968, Gunter Bruss, que va arribar a dir que la destrucció era un element fonamental del seu art, va ser arrestat per "degradar els símbols del país" en la seva obra Kunst+Revolution (Art+Revolució). Malgrat tot, després de sis mesos de condemna va aconseguir escapar amb la seva família a Alemanya. Altres accionistes com Otto Mühl i Hermann Nitsch van complir condemnes per participar en diverses "accions" de caràcter obertament blasfem i violent.
A Londres es va celebrar, el 1966, el primer "Simposi de la Destrucció a l'Art", considerat com la primera trobada entre artistes pertanyents al Fluxus i l'Accionisme vienès. Aquesta reunió va suposar el reconeixement oficial a nivell internacional de l'obra de diversos accionistes, de forma especial de les de Brus, Mühl i Nitsch.
Encara que cada un d'aquests artistes treballaven sobre conceptes diferents, compartien la mateixa visió estètica i temàtica sobre l'art. Usaven el mateix cos com a element central de les seves obres, tal com pot apreciar-se als títols d'una de les accions de Brus, Cos pintant, Mà pintant (1964), o en Degradació del cos femení, degradació d'una Venus (1963) de Mühl i Nitsch. Aquest esforç per transformar el cos humà en superfície i producció del seu propi art, té les seves arrels al Body art o a la Performance, moviments que van ser portats radicalment fins als seus extrems pels accionistes vienesos. El significat d'aquestes «accions» unit al progressiu abandonament de la pintura, teatre i escultura per part dels accionistes, va servir com a definició subjectiva de l'obra antiartística.

Aquesta filosofia quedarà reflectida al Manifest de l'Acció Material d'Otto Mühl (1964), on l'autor escriu:
| « | ... de manera progressiva, la pintura s'allunya cada vegada més de l'ús de materials tradicionals. El cos humà, una simple taula o una habitació poden ara servir perfectament com a superfícies on pintar. El temps és aleshores agregat a la dimensió del cos i l'espai. | » |

En un altre context, Brus i Mühl van arribar a proclamar el següent, després de la seva participació en l'acció de Günter anteriorment esmentada, Kunst+Revolution:
| « | ... nostra consolidada democràcia, utilitza l'art com a vàlvula d'escapament, i intenta subornar a l'"artista" avantguardista, rehabilitant les seves idees i expressions "artístiques" revolucionàries per convertir-les en una forma d'art acceptable per l'estat. Però aquest "art" no és art, només és política creada des dels més alts estaments. | » |

Condemnable i menyspreable per a molts, l'accionisme vienès sempre ha generat debats polèmics al voltant dels límits i als abusos de l'art. Actualment, la majoria dels que eren representants més destacats del moviment treballen de forma independent a projectes aliens a l'estètica accionista, quedant les seves obres com a retrat d'una de les èpoques més radicals i estranyes de la història de l'art.